# Snakecharmer (album)
Snakecharmer è il primo album della band heavy metal britannica Snakecharmer, pubblicato nell'ottobre del 2013 dalla Frontiers Records.

## Il disco
Composto da dodici brani, l'album richiama pienamente lo stile blues rock degli anni settanta, con alcune venature heavy metal.

## Tracce
1. My Angel – 5:06
2. Accident Prone – 4:26
3. To The Resque – 5:18
4. Falling Lives – 5:55
5. A Little Rock and Roll – 5:51
6. Turn of the Screw – 5:16
7. Smoking Gun – 5:40
8. Stand Up – 5:03
9. Guilty as Charged – 5:22
10. Nothing to Lose – 4:03
11. Cover Me in You – 3:42
12. White Boy Blues – 5:03

## Formazione

### Attuale
- Chris Ousey – voce
- Micky Moody – chitarra
- Laurie Wisefield – chitarra
- Adam Wakeman – tastiera
- Neil Murray – basso
- Harry James - batteria